# Liste der Träger des Order of Nova Scotia
In dieser Liste sind die Träger des Order of Nova Scotia chronologisch aufgeführt.
| Inhaltsverzeichnis: 2002 • 2003 • 2004 • 2005 • 2006 • 2007 • 2008 • 2009 • 2010 • 2011 • 2012 • 2013 • 2014 • 2015 • 2016 • 2017 • 2018 • 2019 • 2020 • Weblinks |

## 2002
- Myra Freeman (als Vizegouverneurin von Nova Scotia)
- Carrie M. Best (postum) († 2001)
- John H. Boudreau
- Shirley R. Chernin
- Lorne O. Clarke
- Edith H. Cromwell
- Marie B. Elwood
- James A. Kehoe
- Anne Murray
- Daniel N. Paul
- John P. Savage

## 2003
- Robert Arnold Burden, M.D.C.M., L.M.C.C.
- David Alexander Colville, P.C., C.C.
- Shirley Burnham Elliott, M.A., S.B., D.C.L., LL.D.
- Hugh Allan (Buddy) MacMaster, C.M., LL.D.
- Schwester Dorothy Moore, C.M., M.Ed, L.L.D., C.S.M., B.Ed., B.A.

## 2004
- Anne Marie Comeau, M.B.A.T.D., M.C.D.T.A.
- Donald Michael Julien
- Marial M. Mosher, C.D.
- Oscar Shiu-Yuet Wong, M.D., F.R.C.P.(C)
- Sherman Zwicker, B.A.

## 2005
- Constance R. Glube, Q.C.
- Rita MacNeil, C.M.
- Theresa Helen McNeil
- Michael Joseph Cyril Reddy (postum)
- Jack Yazer, C.M.

## 2006
- Mayann Francis (als Vizegouverneurin von Nova Scotia)
- George Elliott Clarke, BA, MA, Ph.D.
- Joan Dillon, L.L.D.
- Ian Simon Fraser, O.M.M., C.D., D.C.L., B.A.
- Alida (Cora) de Jong Greenaway, C.M., D.F.A., D.Hum.L., F.R.S.A.(U.K.)
- Ronald Daniel Stewart, O.C., BA, B.Sc, M.D., F.A.C.E.P., F.R.C.P.C., D.Sc (hon)

## 2007
- Joyce Carman Barkhouse
- Peter Stephen Clarke
- Thomas De Vany Forrestall, C.M., R.C.A., LL.D.
- Flora Isabel MacDonald, P.C., C.C., O.Ont., LL.D.
- William D. Stanish, M.D., F.R.C.S.(C), F.A.C.S.

## 2008
- Nora Madeline Bernard (postum)
- Sidney Patrick Crosby
- Ruth Miriam Goldbloom, O.C.
- Michael Dan MacNeil
- Thomas John "Jock" Murray, O.C., M.D., F.R.C.P.
- Mahmood Ali Naqvi, M.B.B.S., F.R.C.S.(C), F.A.C.S.

## 2009
- Michael Gilbert Baker, Q.C. (postum)
- Melvin James Boutilier, C.M.
- Muriel Helena Duckworth, C.M., D.Hum.L.
- Philip Riteman, LL.D., D.Litt.
- Viola Marie Robinson, LL.B., LL.D.

## 2010
- J. Chalmers Doane, C.M., B. Mus. D.F.A.
- James "Jim" Herbert Leonard Hill
- Burnley "Rocky" Allan Jones, LL.B., LL.D. (Hon.)
- Eva June Landry, C.M.
- William Robert (Bill) Pope

## 2011
- F. Wayne Adams, C.M., D.C.L., C.C., E.C.N.S.
- Sir (Judson) Graham Day, J.D., LL.D.
- Bruce MacKinnon, D.Litt.
- Joseph Benjamin Marshall, LL.B.
- Budge Wilson, C.M., LL.D.

## 2012
- Silver Donald Cameron, C.M.
- Graham W. Dennis, C.M. (postum)
- Alexa Ann McDonough, O.C.
- Robert James Morgan (postum)
- Bridglal Pachai, C.M.

## 2013
- Eldon Thomas George
- Fred George
- Cecil Edwin Kinley
- Hetty (Hendrika) Margaretha van Gurp
- Raylene Marguerite Rankin (Anderson) (postum)

## 2014
- Walter Marven Borden
- Richard Ballon Goldbloom
- Stanley Paul Kutcher
- Wanda Elaine Thomas Bernard
- Ruth Holmes Whitehead

## 2015
- Margaret Macdonald Casey, C.M.
- Louis E. Deveau, O.C.
- Martin Rudy Haase
- Sharon Hope Irwin
- Alistair MacLeod, O.C. (postum)

## 2016
- Françoise Elvina Baylis
- Freeman Douglas Knockwood
- Arthur Bruce McDonald
- James Leonard Morrow
- Donald R. Reid

## 2017
- Bradford J. Barton
- Geraldine Marjorie Browning
- R. Irene d’Entremont
- Raymond Edmund Ivany
- Peter J. M. Nicholson

## 2018
- Ellie Black
- John L. Bragg
- Clotilda Douglas-Yakimchuk
- Janet F. Kitz
- Patti Ann Melanson
- Wade Holly Smith (postum)

## 2019
- Elizabeth Cromwell (postum)
- Francis Dorrington
- Noni MacDonald
- Ann MacLean
- David M. McKeage (postum)

## 2020
- Linda Best
- Stella Bowles
- David Glenn Fountain
- Natalie MacMaster
- Donald Oliver
- Shawna Y. Paris-Hoyte